# George Jean Pfeiffer
George Jean Pfeiffer (Versalles, 12 de desembre de 1835 - París, 14 de febrer de 1908) fou un pianista i compositor francès del Romanticisme.
Primer estudià música amb la seva mare, la qual li ensenyà piano, i després aprengué composició amb M. Maleden i amb Damcke. El 1862 es presentà amb molt èxit en els concerts del Conservatori de París, i com a recompensa als seus mèrits se'l nomenà Cavaller de la Legió d'Honor.
Obres principals:
- Hagar, oratori;
- Capitaine Roch, opereta (1862);
- les òperes còmiques L'enclume (1884) i Le légataire universel (1901);
- el ball d'espectacle Mme. Bonaparte (1900);
- un poema simfònic titulat Jeanne d'Arc, Par les champs et les grèves, àlbum de 10 peces;
- Les fils de la Lune, pantomima;
- Trois concertos, amb orquestra;
- una Sonata per a dos pianos, una altra per a piano i violoncel;
- Quintet en do menor que aconseguí el premi Chartier;
- diversos estudis per a piano, l'obertura del Cid, etc.

Totes les obres d'aquest compositor es distingeixen per la gran varietat melòdica i per la fina harmonia, inclús en les produccions més lleugeres. Com a pianista de concert la seva execució fou sempre molt brillant i clàssica, el que al va fer recollir molts aplaudiments a França i Anglaterra. Va estar associat a l'empresa industrial Pleyel, Wolf, Lyon et Cª, per a la fabricació de pianos.